# Сертификация на музикалните произведения
Сертифициране на музикалните произведения (на английски: Music recording sales certifications) е система за сертификация (оценка за съответствие), на която се подлагат копията на продадените или свалени музикални произведения (творческата продукция на изпълнителя, която е достъпна за продажба или разпространение).
Практически всички страни използват варианта на RIAA, които присвояват на продуктите статусите златен, платинен и брилянтен. Във Великобритания се използва и сребърен статус. Количеството продажби или сваляния, изисквани за такъв статус, варират в различните страни.

## История
Първите златни и сребърни дискове са връчвали рекърд лейбълите на своите артисти за добри продажби (над 1 млн продадени екземпляра – златен, над 100 хил. – сребърен). Пръв притежател на сребърен диск става Джордж Формби през декември 1937 г. за песента „When I'm Cleaning Windows“. Първи притежател на златен диск става Глен Милър през февруари 1942 г. за песента „Влак за Чатануга“ („Чатануга Чу-чу“). Друг пример е Елвис Пресли и сингълът от 1956 г. „Don’t Be Cruel“. Първи златен албум става Calypso на Хари Белафонте (също за 1 млн. продадени екземпляра).
|  | Тази страница частично или изцяло представлява превод на страницата „Сертификации музыкальных произведений“ в Уикипедия на руски. Оригиналният текст, както и този превод, са защитени от Лиценза „Криейтив Комънс – Признание – Споделяне на споделеното“, а за съдържание, създадено преди юни 2009 година – от Лиценза за свободна документация на ГНУ. Прегледайте историята на редакциите на оригиналната страница, както и на преводната страница, за да видите списъка на съавторите. ВАЖНО: Този шаблон се отнася единствено до авторските права върху съдържанието на статията. Добавянето му не отменя изискването да се посочват конкретни източници на твърденията, които да бъдат благонадеждни. |